# Dofleinia armata
Dofleinia armata är en havsanemonart som beskrevs av Wassilieff 1908. Dofleinia armata ingår i släktet Dofleinia och familjen Actiniidae. Inga underarter finns listade i Catalogue of Life.

## Bildgalleri

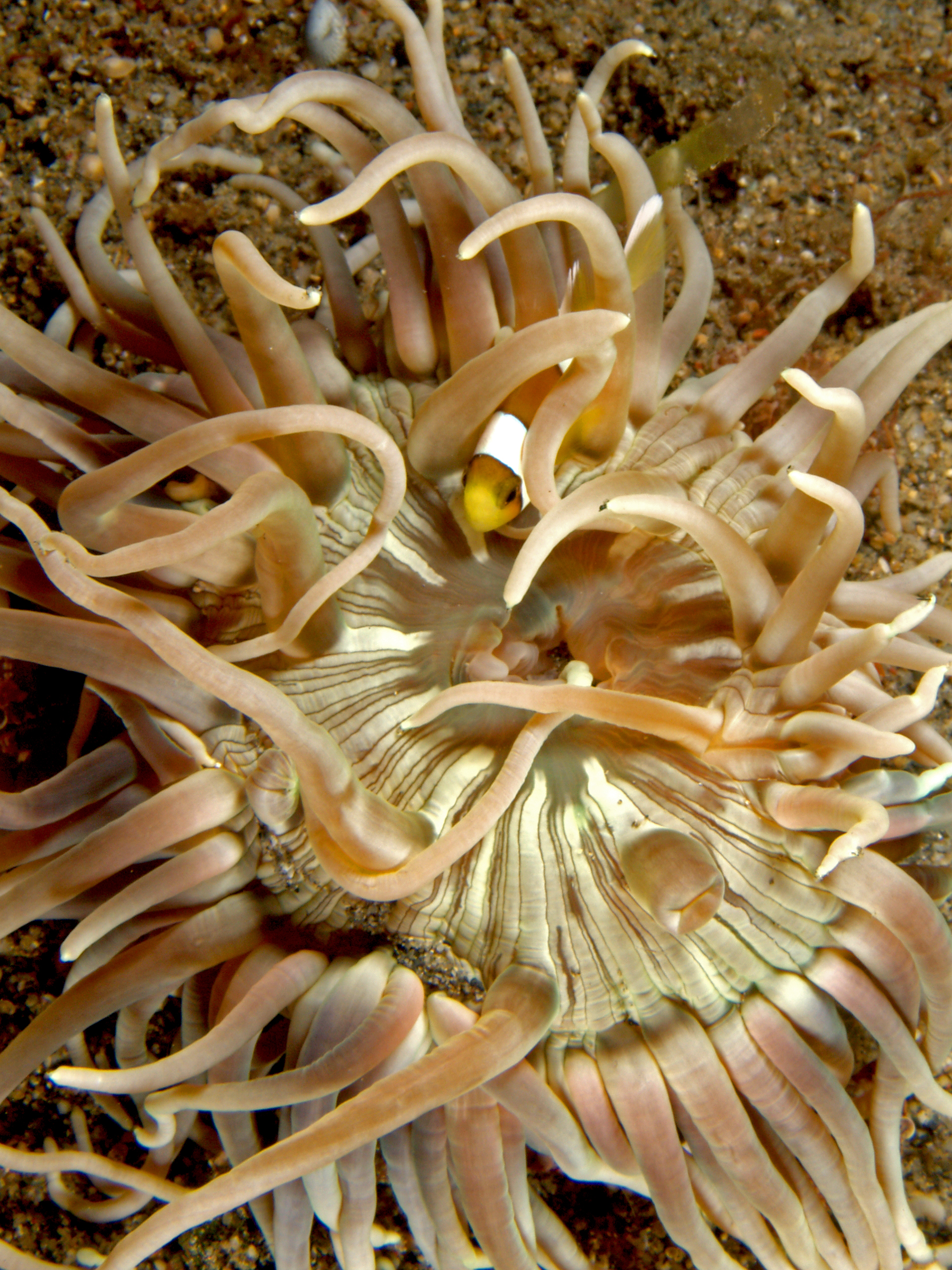